# Grande Prêmio Cidade de Felino
O Grande Prêmio Cidade de Felino (oficialmente: GP Citta' di Felino) é uma competição de ciclismo de um dia italiana que se disputa no município de Felino (província de Parma) e seus arredores, em meados do mês de agosto.
Criou-se em 1997 como corrida amador, conquanto já anteriormente se disputava uma prova similar mas em diferentes categorias inferiores e amador (aliás a edição do 2011 se anunciou como a edição 51ª). Em 2004 foi catalogada de categoria 1.6 (máxima categoria amador). Com a criação dos Circuitos Continentais UCI em 2005 fez parte do UCI Europe Tour na categoria 1.2 (última categoria do profissionalismo), ainda que durante um breve período de tempo já que desde 2010 voltou a ser amador. A edição do 2013 não se disputou.
O seu percurso é sempre é o mesmo: 18 voltas ao um pequeno circuto de 5,5 km com início e final em Felino; e posteriormente outro circuito mais amplo de 15 km ao que se lhe dão 4 voltas, também com início e final em Felino, no que se inclui uma pequena cota. Formando assim 159 ou 160 km de traçado.

## Palmarés
Em amarelo: edição amador.
| Ano  | Ganhador             | Segundo             | Terceiro            |
| ---- | -------------------- | ------------------- | ------------------- |
| 1991 | Stefano Copelli      |                     |                     |
| 1992 | Davide Dall'Olio     |                     |                     |
| 1993 | Samuele Schiavina    |                     |                     |
| 1994 | Fabrizio Guidi       |                     |                     |
| 1995 | Andrea Pagliani      |                     |                     |
| 1996 | Luca Barioso         |                     |                     |
| 1997 | Vladimir Duma        | Devis Fuser         | Claudio Ainardi     |
| 1998 | Massimo Mancini      | Massimo Sorice      | Giuseppe Di Fresco  |
| 1999 | Massimo Sorice       | Gianluca Nicole     | Igor Astarloa       |
| 2000 | Gabriel Moreau       | Gianluca Nicole     | Andrei Tcherniakov  |
| 2001 | Alberto Loddo        | Antonio Bucciero    | Marco Corsini       |
| 2002 | Fabio Gilioli        | Matteo Cappè        | Pablo de Pedro      |
| 2003 | Paolo Bailetti       | Marco Marzano       | Vicente Elvira      |
| 2004 | Paolo Bailetti       | Domenico Pozzovivo  | Fumiyuki Beppu      |
| 2005 | Matteo Priamo        | Alessandro Raisoni  | Simone Stortoni     |
| 2006 | Roberto Ferrari      | Luca Conati         | Marco Bandiera      |
| 2007 | Tomislav Dančulović  | Sergey Rudaskov     | Daniel Martin       |
| 2008 | Egor Silin           | Edoardo Girardi     | Oleg Opryshko       |
| 2009 | Richie Porte         | Alfredo Balloni     | Davide Mucelli      |
| 2010 | Moreno Moser         | Michael Matthews    | Matteo Trentin      |
| 2011 | Nicola Boem          | Alberto Cecchin     | Moreno Moser        |
| 2012 | Alfio Locatelli      | Juan Pablo Valencia | Nathan Pertica      |
| 2013 | Andrea Zordan        | Davide Villella     | Alberto Bettiol     |
| 2014 | Andrea Toniatti      | Gianni Moscon       | Matvey Nikitin      |
| 2015 | Simone Consonni      | Francesco Rosa      | Davide Martinelli   |
| 2016 | Alexandr Riabushenko | Andrea Vendrame     | Marco Bernardinetti |
| 2017 | Giacomo Zilio        | Francesco Romano    | Stefano Oldani      |

## Palmarés por países
| País         | Vitórias |
| ------------ | -------- |
| Itália       | 20       |
| Ucrânia      | 1        |
| Argentina    | 1        |
| Croácia      | 1        |
| Rússia       | 1        |
| Austrália    | 1        |
| Bielorrússia | 1        |